# El Pinós
|  | Per a altres significats, vegeu «Pinós (desambiguació)». |

El Pinós (castellà: Pinoso, oficialment el Pinós/Pinoso) és un municipi del sud del País Valencià situat a l'oest de la comarca del Vinalopó Mitjà i que compta amb una població de 7.966 habitants, segons el padró de l'INE de 2019.

## Geografia
El Pinós té una extensió de 126,9 km² i el seu clima és mediterrani amb influència continental. La temperatura mitjana anual és de 15,2 °C i cauen 404 mm de precipitacions. Equidista uns 55 km tant de la capital de la província, Alacant, com de la ciutat de Múrcia. Limita amb els municipis de Monòver i L'Alguenya dins de la mateixa comarca i amb Favanella, Jumella i Iecla de la Regió de Múrcia.

### Localitats limítrofes
|                                 | Nord: Villena Iecla (Regió de Múrcia)       |              |
| Oest: Jumella (Regió de Múrcia) | El Pinòs                                    | Est: Monòver |
|                                 | Sud: L'Alguenya Favanella (Regió de Múrcia) |              |

### Pedanies
El seu ample terme municipal acull a 10 pedanies:
- El Rodriguillo (180 hab. segons cens INE 2006), situat 4 km al sud del nucli del Pinós.

- Culebró (91 hab.), uns 4 km a l'est del Pinós.

- Les Enzebres (87 hab.), també a l'est.

- Ubeda (73 hab.), 7 km al nord-est.

- Cases d'Ibáñez o Les Casetes (61 hab.), just en el límit amb la regió de Múrcia, uns 3 km a l'oest del nucli del Pinós.

- Lel (40 hab.), uns 5 km al nord.

- Cases del Pi (42 hab.)

- El Paredó (29 hab.), al nord.

- La Cavallussa (16 hab.), al sud-oest, limitant amb la regió murciana.

- Tresfonts (6 hab.), al sud-est.

Per la seua banda, el nucli urbà del Pinós té 6.705 habitants.

## Natura
En la mateixa serra del Coto, en lloc protegit per l'impacte ambiental de les pedreres, envoltada d'una massa arbòria (pins, alzines, etc.) es troba l'Aula de la Naturalesa, oasi de calma i tranquil·litat en contacte amb el medi ambient, on es pot passar unes hores delectant-se d'un clima sec, d'un aire sa producte de la vall en el qual se situa envoltat de muntanyes (Cabeço, Carxe, Serra de la Pila, Serra de Salines).

## Història
L'origen de la localitat és incert; en qualsevol cas, en l'època musulmana el Pinós era un grup de caserius dispersos.
Com estipulava el Tractat d'Almizra (1244), esta zona de la província d'Alacant passà a formar part de la Corona de Castella a mitjans del segle xiii. El 1296, Jaume II d'Aragó annexionà la comarca a la qual pertanyia el Pinós al Regne de València. En aquella època rebia el nom de "Cases de Costa", fins al 1773, en el qual va adquirir el seu nom actual del Pinós.
L'església parroquial, dedicada a Sant Pere Apòstol, se va construir el 1743. El Pinós va rebre el títol de Vila Reial i la independència de Monòver el 1826.
El 1887 va començar el projecte de construcció de la Torre del Rellotge (de corda manual), monument característic del Pinós.

## Economia

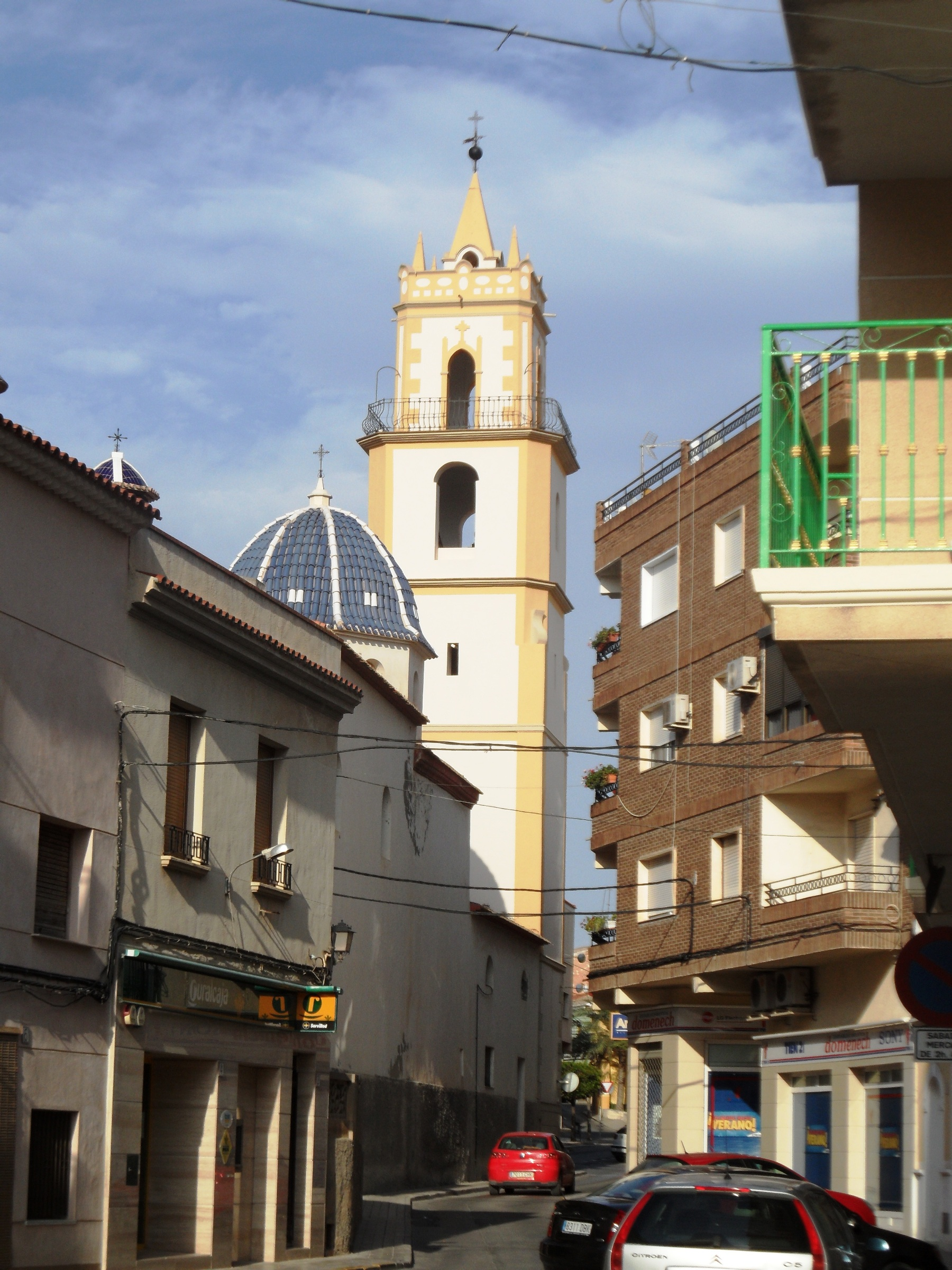
Església parroquial de Sant Pere.

Les principals activitats econòmiques del Pinós són l'agricultura de secà de vinya, olivera i ametler, d'una indústria sabatera, mobiliària i agroalimentària en desenvolupament i d'una frenètica activitat minera basada en calcaris i sal gemma.
El municipi compta amb unes pedreres de marbre crema-ívori en la serra del Coto, punteres en producció d'esta varietat marmòria en tota la Unió Europea.
En el camp industrial nombroses fàbriques, especialment de calçat, jalonen el nucli urbà i el nou Polígon Industrial. Però són Bodega Cooperativa de Pinoso i Frutos Secos Mañán els dos màxims exponents en la transformació de productes agraris. Ambdues han arribat a ser punteres en el seu sector.
Donat l'important increment de les demandes de sal en el mercat interior en la dècada de 1960 i amb la finalitat de seguir subministrant la sal que se venia destinant al mercat exterior, se fa necessari un augment de la producció en les Salines de Torrevella que poguera atendre ambdós mercats de manera satisfactòria.
El Ministeri d'Hisenda en col·laboració amb la companyia arrendatària va emprendre un projecte mitjançant el qual s'incorpora el jaciment de sal gemma del Mont Cabeço del Pinós, augmentant la capacitat de producció de Torrevella.
El projecte se va aprovar en el Consell de Ministres de 26 de juny de 1970, aportant l'Estat 131 milions de pessetes i la companyia els 239 restants.
Les obres van començar en desembre de 1970 i van finalitzar el 1972, posant-se en marxa les instal·lacions el 6 d'abril de 1973.
L'essència del projecte es fonamenta en alimentar la llacuna de Torrevella amb salmorra saturada procedent del Pinós, amb una concentració en CINa de prop de 300 g/l (l'aigua de la mar conté sol 30 g/L), aconseguint així elevar notablement la producció i reduir la dependència de la collita als riscos meteorològics.
El jaciment del Pinós va ser triat mitjançant un estudi regional dafloraments diapírics, entre els quals es trobaven els ubicats en Iecla, Castalla i Jumella.
S'estima que el Mont Cabeço compta amb unes reserves de sal de 500 milions de t, podent-se explotar per les tècniques actuals de respecte a la natura 120 milions.
El sistema d'explotació emprat és el de dissolució del mineral mitjançant injecció d'aigua en el mateix jaciment, en pous independents d'unes dimensions concretes, i transport de la salmorra resultant fins a Torrevella a través d'una canonada de 53,8 km.

## Demografia
A pesar de la seua situació geogràfica llunyana de la costa, El Pinós compta amb una certa colònia de residents britànics, que constitueixen el 4,24% de la població (INE 2006); no deixa de sorprendre al visitant veure els cartells de les immobiliàries estar escrits abans en anglès que en valencià i castellà. La proporció total d'estrangers en el municipi és del 10,96%.
La demografia del Pinós ha estat des de sempre lligada a l'evolució de la vinya; així, el seu màxim demogràfic es va produir a principis del segle xx (moment cúspide de les exportacions de vi a França), però l'epidèmia de fil·loxera va iniciar una lenta sagnia que es va incrementar a mitjan segle, amb l'èxode rural cap a les zones costaneres de constant creixement turístic.
No obstant això, en els últims vint anys, i en particular en l'últim decenni, la població ha invertit estes taxes de creixement negatives que havien caracteritzat a la demografia del municipi des dels anys 1920.
| Població | 4.718 | 6.724 | 7.946 | 8.142 | 8.245 | 7.740 | 5.114 | 6.015 | 5.194 | 5.101 | 5.223 | 5.612 | 6.273 | 7.315 | 7.442 |

## Política i govern

### Composició de la Corporació Municipal
El Ple de l'Ajuntament està format per 13 regidors. En les eleccions municipals de 26 de maig de 2019 foren elegits 10 regidors del Partit Socialista del País Valencià (PSPV-PSOE), 2 del Partit Popular (PP) i 1 de Ciutadans - Partit de la Ciutadania (Cs).
| Eleccions municipals de 26 de maig de 2019 - el Pinós                                                                       |                                          |                                     |                                     |        |          |          |
| Candidatura | Candidatura                              | Candidatura                         | Cap de llista                       | Vots   | Vots     | Regidors |
| | Partit Socialista del País Valencià-PSOE |                                     | Lázaro Azorín Salar                 | 2.682  | 69,90%   | 10 (+1)  |
| | Partit Popular                           |                                     | Iván Pablo Román Falcó              | 770    | 20,70%   | 2 ()     |
| | Ciutadans - Partit de la Ciutadania      |                                     | José Luis Martínez Lázaro           | 322    | 8,39%    | 1 (+1)   |
| | Vots en blanc                            |                                     |                                     | 63     | 1,64%    |          |
| Total vots vàlids i regidors                                                                                                | Total vots vàlids i regidors             | Total vots vàlids i regidors        | Total vots vàlids i regidors        | 3.837  | 100 %    | 13       |
| | Vots nuls                                | Vots nuls                           | Vots nuls                           | 109    | 2,76%    |          |
| Participació (vots vàlids més nuls)                                                                                         | Participació (vots vàlids més nuls)      | Participació (vots vàlids més nuls) | Participació (vots vàlids més nuls) | 3.946  | 69,41%** |          |
| Abstenció | Abstenció                                | Abstenció                           | Abstenció                           | 1.739* | 30,59%** |          |
| Total cens electoral | Total cens electoral                     | Total cens electoral                | Total cens electoral                | 5.685* | 100 %**  |          |
| Alcalde: Lázaro Azorín Salar (PSPV) (15/06/2019) Per majoria absoluta dels vots dels regidors (10 vots de PSPV)             |                                          |                                     |                                     |        |          |          |
| Fonts: JEC, JEZ Elda, M. Interior, Periòdic Ara. (* No són vots sinó electors. ** Percentatge respecte del cens electoral.) |                                          |                                     |                                     |        |          |          |

### Alcaldes
Des de 2011 l'alcalde del Pinós és Lázaro Azorín Salar del PSPV.
| Període                       | Alcalde o alcaldessa                                               | Partit polític | Data de possessió                | Observacions                 |
| ----------------------------- | ------------------------------------------------------------------ | -------------- | -------------------------------- | ---------------------------- |
| 1979–1983                     | Silvano Pérez Mira                                                 | UCD            | 19/04/1979                       | --                           |
| 1983–1987                     | Pedro Doménech Vidal                                               | UPID           | 28/05/1983                       | --                           |
| 1987–1991                     | Perfecto Rico Mira                                                 | PSPV-PSOE      | 30/06/1987                       | --                           |
| 1991–1995                     | Fernando Azorín Tormos                                             | PSPV-PSOE      | 15/06/1991                       | --                           |
| 1995–1999                     | Emilio Martínez Sáez                                               | PP             | 17/06/1995                       | --                           |
| 1999–2003                     | Emilio Martínez Sáez Francisco Navarro Martínez Ramón Cerdá Juárez | PP GM          | 03/07/1999 01/06/2000 16/06/2000 | Defunció Moció de censura -- |
| 2003–2007                     | Vicente Rico Ramírez José María Amorós Carbonell                   | PSPV-PSOE PP   | 14/06/2003 04/02/2005            | Dimissió/renúncia --         |
| 2007–2011                     | José María Amorós Carbonell                                        | PP             | 16/06/2007                       | --                           |
| 2011–2015                     | Lázaro Azorín Salar                                                | PSPV-PSOE      | 11/06/2011                       | --                           |
| 2015–2019                     | Lázaro Azorín Salar                                                | PSPV-PSOE      | 13/06/2015                       | --                           |
| 2019-2023                     | Lázaro Azorín Salar                                                | PSPV-PSOE      | 15/06/2019                       | --                           |
| Des de 2023                   | Lázaro Azorín Salar                                                | PSPV-PSOE      | 17/06/2023                       | --                           |
| Fonts: Generalitat Valenciana |                                                                    |                |                                  |                              |

## Festes
- Dia del Villasgue. Festes que commemoren l'obtenció del títol de Vila Reial, amb el qual el Pinós aconseguí la independència de la localitat veïna de Monòver. És una festa cultural i gastronòmica que cada vegada rep més visitants, en la qual es mostren l'artesania, els balls tradicionals i la cultura popular de la població. Se celebra el diumenge més pròxim al 12 de febrer.
- Festes Patronals. Se celebren en honor de la Verge del Remei. El Pinós rep un gran nombre de visitants que poden gaudir de diferents activitats, com són la fira, la solta de vaquilles o les actuacions musicals. Un dels actes més populars és la Gran Cavalcada, que se celebra el dia 6 d'agost. Tenen lloc de l'1 al 9 d'agost.

## Cultura
A la localitat es juga a la Pilota a Llonges, modalitat del Joc de pilota semblant a les Galotxetes de les veïnes Monòver i la Romana.